# Scopula porosa
Scopula porosa är en fjärilsart som beskrevs av Krulikovski 1910. Scopula porosa ingår i släktet Scopula och familjen mätare. Inga underarter finns listade.